# Gaetano Russo (scultore)
Gaetano Russo (Messina, 29 dicembre 1847 – Messina, 28 dicembre 1908) è stato uno scultore italiano.

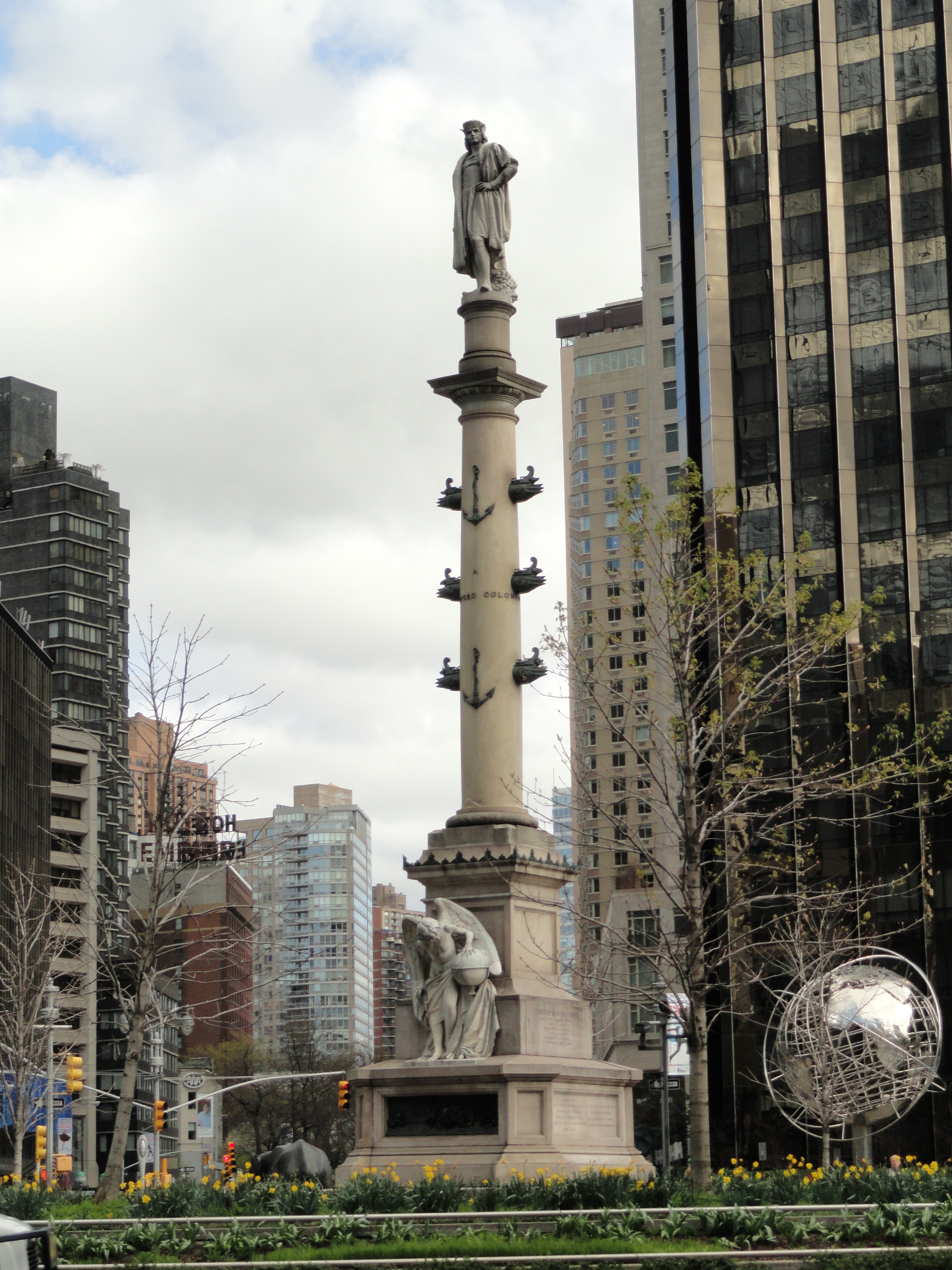
Monumento a Cristoforo Colombo del 1892 all'interno del Columbus Circle a New York, opera di Gaetano Russo

Ben poco si conosce della vita di questo importante scultore messinese, perlopiù dimenticato oggi ma che resta famoso per aver creato il monumento dedicato a Cristoforo Colombo al Columbus Circle a New York.

## Biografia
Dal certificato di nascita veniamo a sapere che nacque il 29 dicembre 1847 a Messina, nella strada Oliveto, da Placido e da donna Rosa De Natale e che fu battezzato l'ultimo giorno dell'anno nella Chiesa di San Leonardo. Sappiamo che aveva almeno due fratelli: Letterio e Stellario, entrambi periti nel terremoto del 1908.
La strada Oliveto o Via dell'Oliveto era una zona molto popolosa della città, scomparsa in seguito al terremoto del 1908 e che oggi coincide circa col perimetro racchiuso tra le tre vie Longo, Boccetta e Regina Margherita.
Allievo di Michele Panebianco, nel 1870 riceve un sussidio da parte del comune per recarsi a Roma ove studia presso Girolamo Masini e, soprattutto, Giulio Monteverde
Diviso dal lavoro tra Roma e la natia Sicilia, nella capitale ottiene la commissione dei grandi bassorilievi con La Vendemmia e L'Agricoltura, per la facciata dell'edificio che oggi ospita l'Accademia nazionale d'arte drammatica, e dei i frontoni del Policlinico "Umberto I".
Negli anni '70 a Messina gli vengono commissionate la realizzazione di sculture funerarie per il Cimitero monumentale; il cenotafio dedicato a Felice Bisazza, completato a Roma nel 1874, e commissionato all'artista dallo stesso Comune di Messina e il monumento a Marco Miceli Puglisi, del 1877, dal quale si erge un'imponente figura alata.

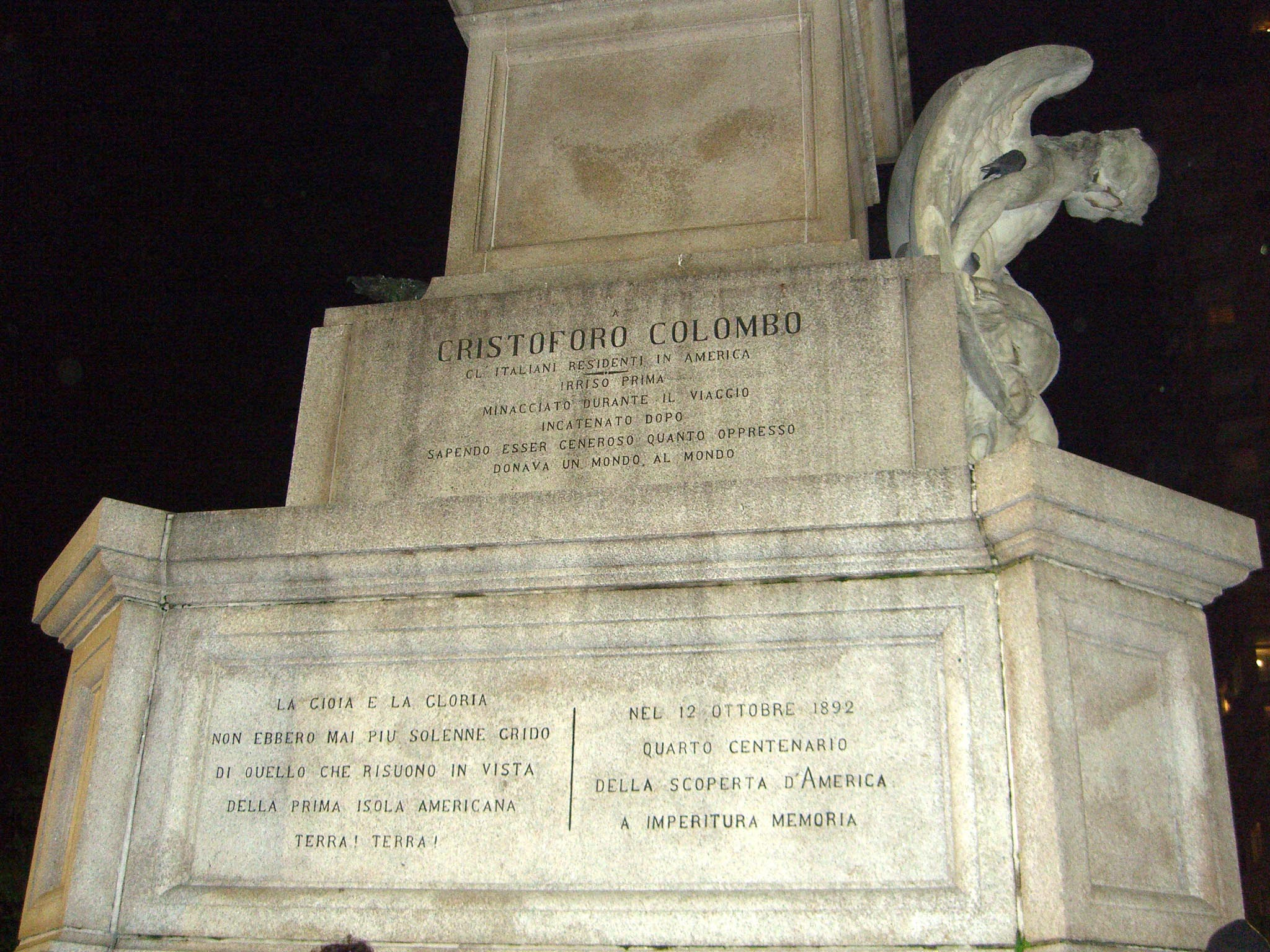
Intestazione alla base del monumento al Columbus Circle

## Monumento a Cristoforo Colombo
L'opera che certamente lo ha consacrato più di tutte e per la quale meriterebbe un'attenzione in più è il monumento dedicato a Cristoforo Colombo al Columbus Circle di New York. Il monumento, completato presso le Fonderie Nelli a Roma, è stato posto nel 1892 a commemorazione del quattrocentesimo anniversario dalla scoperta dell'America e finanziato dalla raccolta fondi promossa dal giornale italo-americano Il Progresso. 
La statua in marmo si erge su un piedistallo in granito alto 70 piedi (21 metri circa), decorato con rilievi in bronzo raffiguranti la Niña, la Pinta e la Santa Maria, le tre caravelle di Colombo. Ai piedi della colonna vi è un angelo che sorregge il globo (ispirato alla stessa figura alata dell'opera del 1877 per Marco Miceli Puglisi). 
La piazza è stata recentemente rifatta in occasione del proprio centenario nel corso del 2005; questo intervento ha visto l'aggiunta delle fontane a corona attorno al monumento e la risistemazione degli spazi dell'isola centrale, sistemati con verde e panchine.

## Morte
A Messina per i lavori di alcuni bassorilievi commissionati nel 1906 e da applicare alla Camera di commercio, morì nel terremoto del 1908. Non ci sono fonti certe circa la sua morte nel terremoto, nessuno mai reclamò il suo corpo, probabilmente anche per il fatto che non si sposò mai e tutti i suoi familiari (sicuramente i due fratelli Letterio e Stellario) perirono nel disastro. Possiamo certamente considerarlo un disperso in seguito a quel tragico evento.

## Galleria d'immagini

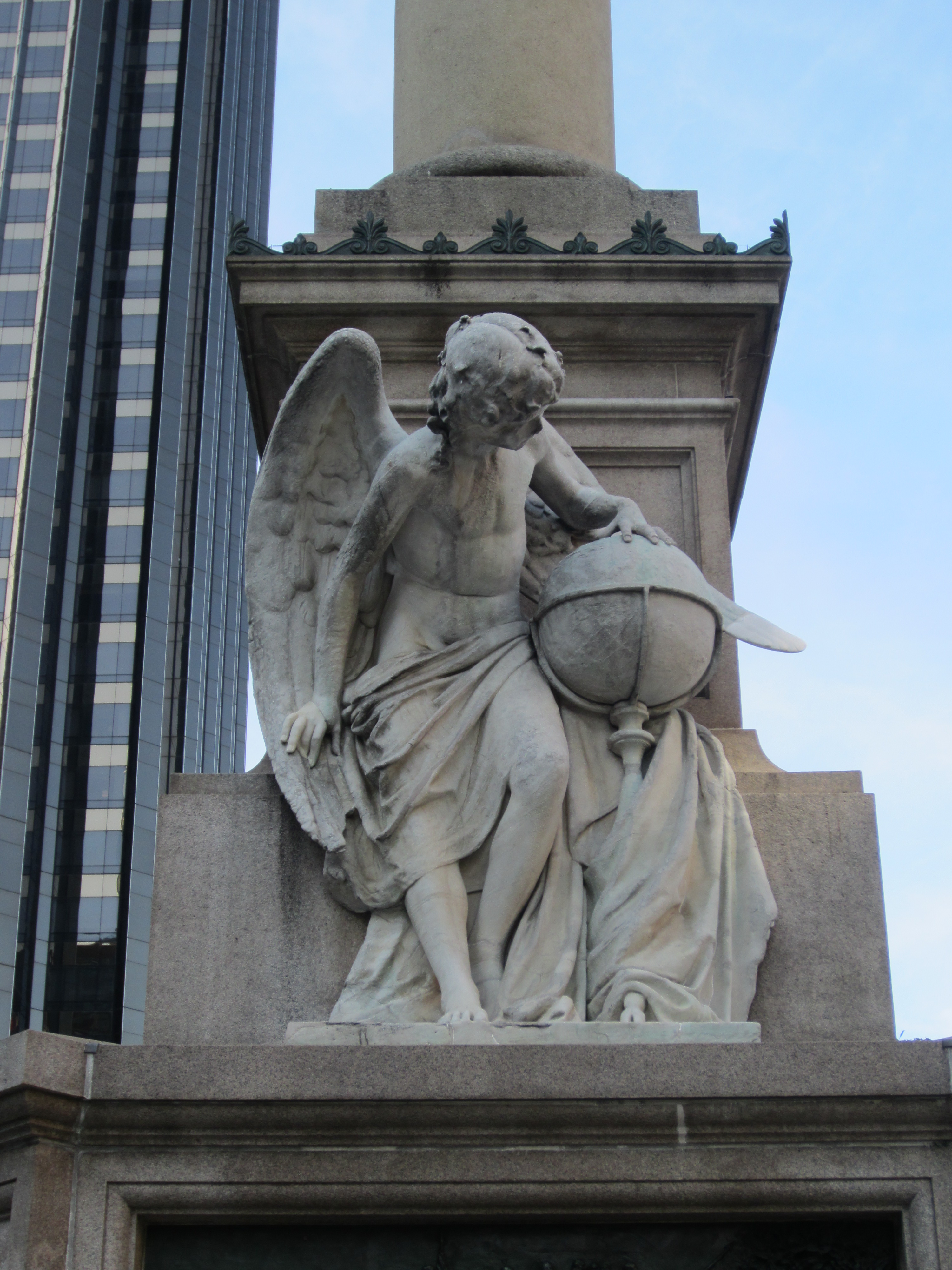
Figura alata di New York
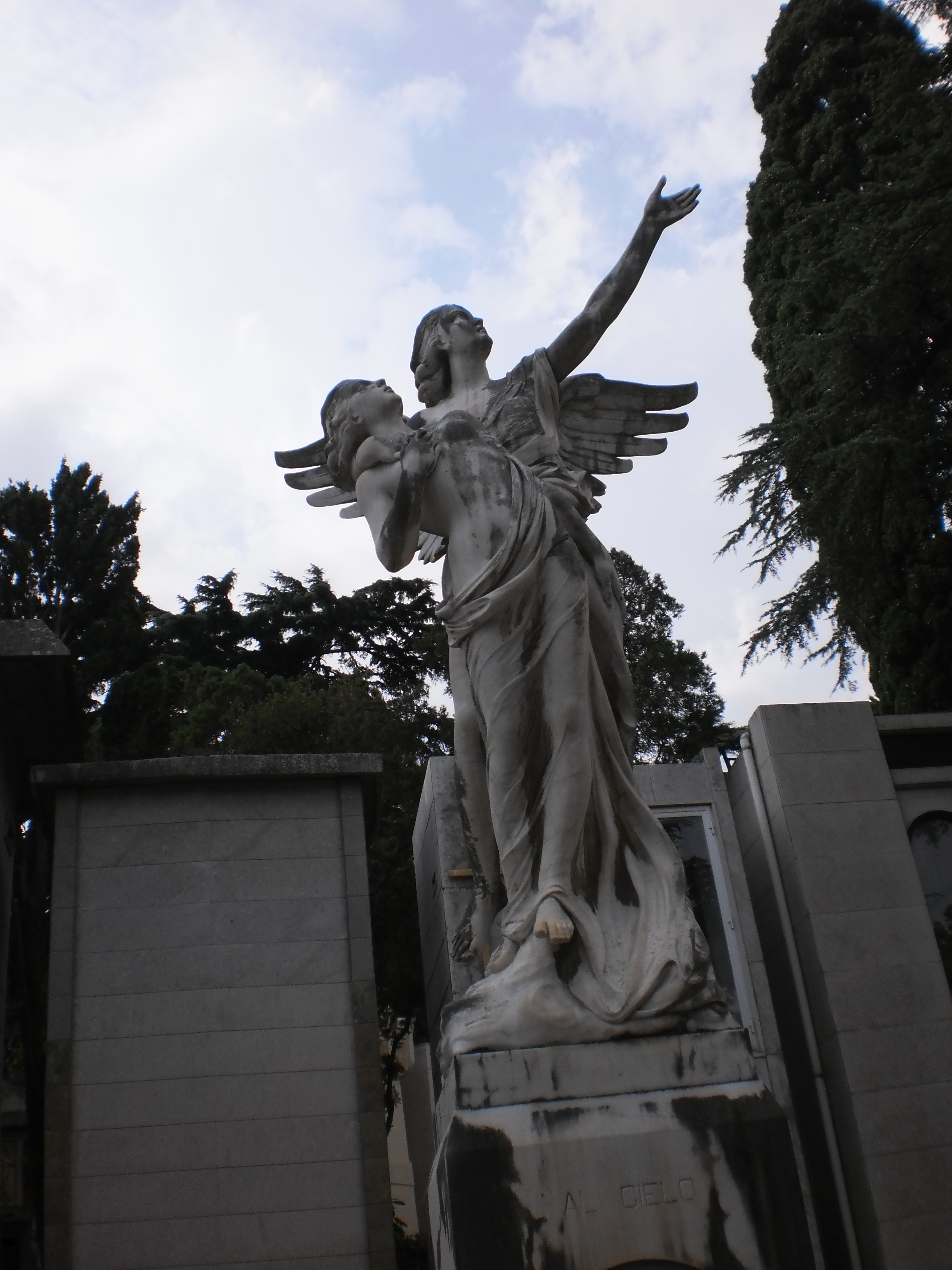
Figura alata di Messina